# Космос-2421
Космос-2421 је један од преко 2400 совјетских вјештачких сателита лансираних у оквиру програма Космос.
Космос-2421 је лансиран са космодрома Тјуратам, Бајконур, Казахстан, 25. јуна 2006. Ракета-носач је поставила сателит у орбиту око планете Земље. 